# Nesolestes tuberculicollis
Nesolestes tuberculicollis är en trollsländeart som beskrevs av Fraser 1949. Nesolestes tuberculicollis ingår i släktet Nesolestes och familjen Megapodagrionidae. IUCN kategoriserar arten globalt som otillräckligt studerad. Inga underarter finns listade i Catalogue of Life.